# Marko Rašica
Marko Rašica (Dubrovnik, 13. studenoga 1883. – 1963.), hrvatski slikar. 
Ostvario je niz prozračnih akvarela s motivima mora, kao i više monumentalnih slika. Istaknimo i to da je Rašica značajna spona između Bukovca i Medovića, te suvremenih dubrovačkih slikara.